# Giambattista Rubini
Giambattista Rubini (1642 - 17 de fevereiro de 1707) foi cardeal da Igreja Católica de 1690 a 1707.

## Início da vida e carreira
Giambattista Rubini nasceu em Veneza em 1642, o segundo filho de Donato Rubini e Cristina Medici. Sua avó, Cristina Ottoboni, era irmã do Papa Alexandre VIII.
Ele foi educado na Universidade de Pádua, tornando-se um doutor em ambas as leis.
Ele se tornou um cônego da Catedral de Pádua em uma idade precoce. Depois da faculdade de direito, mudou-se para Roma para se tornar Referendário da Assinatura Apostólica. Mais tarde tornou-se governador das cidades de Fabriano, Spoleto, Frosinone, Viterbo e Macerata. Então passou a ser o governador da Província de Campagna e Marittima, Umbria e a Marca de Ancona.
Rubini recebeu as ordens menores em 10 de setembro de 1683; tornou-se um subdiácono em 12 de setembro de 1683; e foi feito um diácono em 19 de setembro 1683. Ele foi ordenado ao sacerdócio em 21 de setembro de 1683.
Em 15 de maio de 1684, o capítulo da Catedral de Vicenza o elegeu bispo de Vicenza. Ele foi consagrado como bispo pelo cardeal Alessandro Crescenzi em 21 de maio de 1684. 

## Cardinalato
O tio-avô de Rubini, o papa Alexandre VIII, nomeou-o cardeal secretário de Estado em outubro de 1689. O papa fez dele cardeal sacerdote no consistório de 13 de fevereiro de 1690. Em 10 de abril de 1690, recebeu o chapéu vermelho e a igreja titular de San Lorenzo em Panisperna. Ele foi feito legado papal a Urbino em 27 de setembro de 1690. 
Após a morte de Alexandre VIII, participou do conclave de 1691, que elegeu o papa Inocêncio XII, que não nomeou Rubini como seu secretário de Estado. 
Mais tarde, Cardeal Rubini participou do conclave de 1700, que elegeu o papa Clemente XI. Ele renunciou ao cargo de Bispo de Vicenza em 25 de março de 1702. Em 15 de janeiro de 1703, ele foi nomeado Camerlengo do Sacro Colégio de Cardeais, e ocupou esse cargo até 14 de janeiro de 1704. Em 25 de março de 1706, ele optou pela igreja titular de San Marco. 
Giambattista Rubini morreu em Roma em 17 de fevereiro de 1707 e foi enterrado na igreja de San Marco.